# Вільям Гамільтон, 12-й герцог Гамільтон

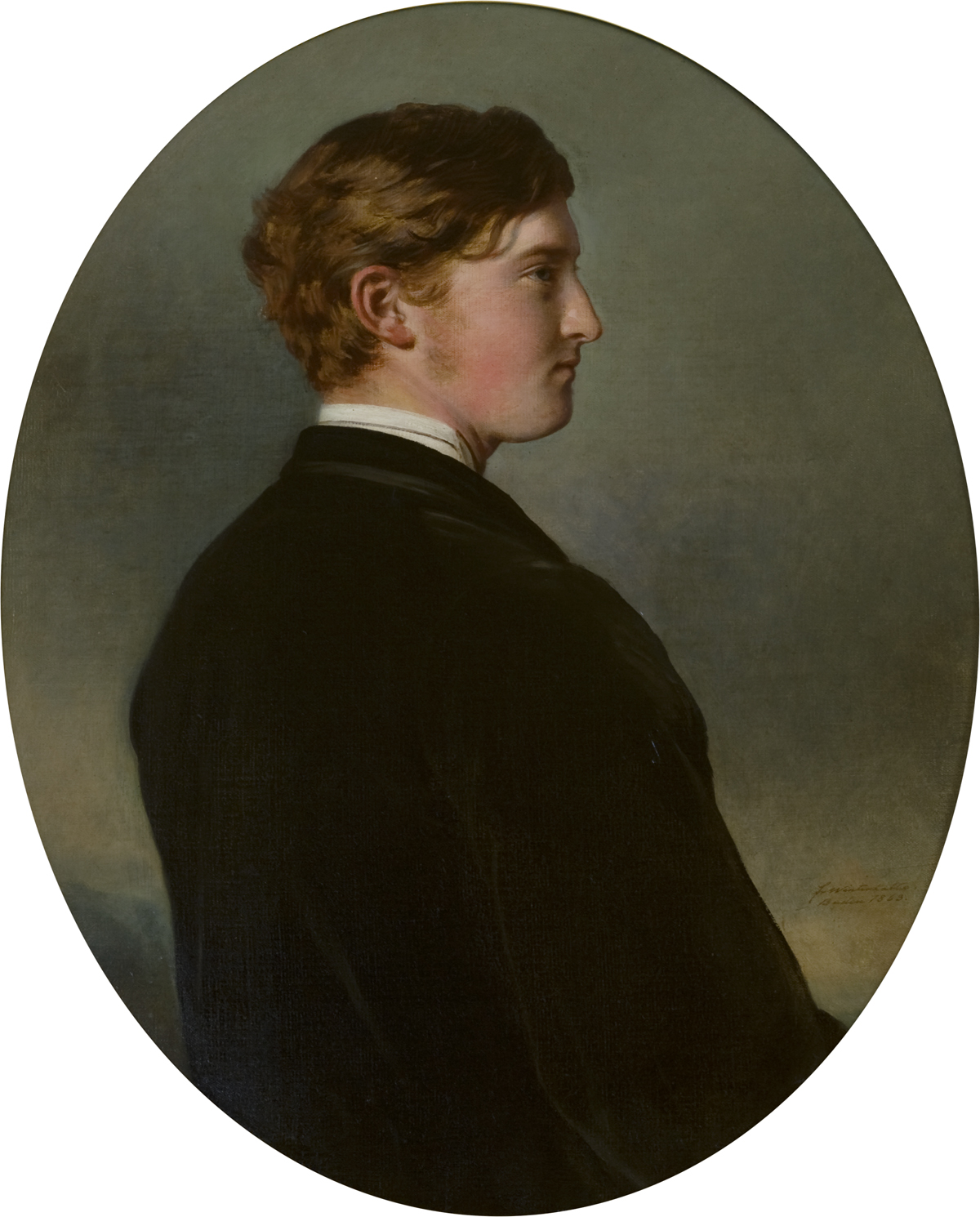
Вільям Олександр Луї Стівен Дуглас-Гамільтон (1845 – 1895) – ХІІ герцог Гамільтон.

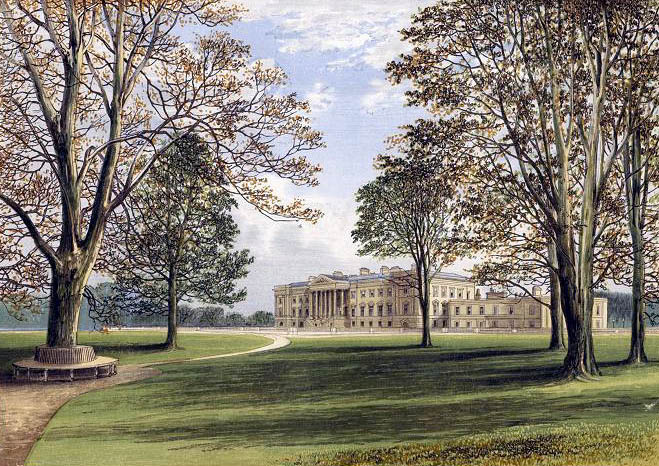
Палац герцогів Гамільтон біля 1880 року.

Вільям Олександр Луї Стівен Дуглас-Гамільтон (12 березня 1845 – 16 травня 1895) – шотландський шляхтич, ХІІ герцог Гамільтон, ІХ герцог Брендон, VIII граф Селкірк, ІІ герцог Шательро, вождь клану Гамільтон.

## Життєпис
Вільям Олександр Луї Стівен Дуглас-Гамільтон народився в Лондоні, де на той час жили його батьки 12 березня 1845 року. Його батьки: батько - Вільям Олександр Арчібальд Дуглас-Гамільтон, ХІ герцог Гамільтон, мати – принцеса Марія Амалія Баденська. Від народження Вільям Олександр Луї Стівен Дуглас-Гамільтон носив титул графа Ангус. 
Освіту отримав в Ітонському університеті та в коледжі Крайс-Черч в Оксфорді. У липні 1863 року після смерті свого батька успадкував його титули, землі, володіння та посади, зокрема титули герцога Гамільтон та герцога Бреддон. У 1864 році імператор Франції Наполеон ІІІ, що був йому далеким родичем дарував Вільяму Гамільтону титул герцога Шательро, яким колись давно, у XVI столітті володіли його предки - графи Гамільтон.
У 1867 році фінансові справи родини Гамільтон прийшли в повний занепад. Було продано все, що тільки можна було продати, в тому числі фамільні резиденції. Але фінансові справи герцога Гамільтон все одно були на межі повної катастрофи. Тоді герцог Гімільтон, предки якого були відомими знавцями коней та кінських перегонів виставив свого коня на ймення Кортолвін на кінні перегони Стипль-чез, що відбувалися в Ейнтрі. На цього коня він поставив все, що тільки міг поставити. Кінь прийшов першим, господар отримав величезний виграш, що врятувало його від фінансового краху. Але все одно справи Гамільтонів йшли не блискуче. Тоді герцог Гамільтон виставив на аукціон всі колекції живопису, антикваріату та інших творів мистецтва, які збирали його предки. Аукціон Крістіс тривав 17 днів і приніс прибутку 400 000 фунтів стерлінгів. На той час це була величезна сума. 
У 1886 році помер його молодший брат Чарльз Джордж Вільям Гамільтон. Герцог Гамільтон успадкував від нього титул графа Селкірк. 
У травні 1895 року герцог Вільям Гамільтон перебував в Алжирі. Йому тоді було тільки 50 років. Він несподівано помер, не лишивши спадкоємців чоловічої статі. Йому успадкував його далекий родич – Альфред Дуглас Гамільтон – син капітана Чарльза Гамільтона (1808 – 1873), нащадок Джеймса Гамільтона , IV герцога Гамільтон. Альфред Дуглас-Гамільтон став ХІІІ герцогом Гамільтон.
Один з його сучасників так писав про Вільяма Олександра Луї Стівена Дугласа-Гамільтона: «…у Крайст-черчі він займався тим, що відвідував поєдинки боксерів та кінські перегони, захоплювався крім цього вітрильниками та перегонами на вітрильниках та іншими розвагами… Він був сильним, з рум'яними щоками, мав потужну шию, і, здавалося сильним настільки, що міг би звалити бика кулаком… У розмові він був відвертим, що межувало з грубістю та брутальністю…»

## Родина і діти
10 грудня 1873 року Вільям Гамільтон одружився з леді Мері Монтегю (1854 – 1934) – з дочкою Вільяма Монтегю (1823 – 1890) – VII герцога Манчестер та Луїзи Кавендіш (1832 – 1911). Шлюб відбувся в замку Кімболтон. У цьому шлюбі були діти: 
- леді Мері Луїза Дуглас-Гамільтон (1884 – 1957) – одружилась з Джеймсом Гремом (1878 – 1954) – VI герцогом Монтроз. Шлюб відбувся в 1906 році.